# The Firm of Girdlestone
The Firm of Girdlestone è un film muto del 1915 diretto da Harold M. Shaw. Adattamento cinematografico di un romanzo di Arthur Conan Doyle, il film è diretto dallo statunitense Harold M. Shaw che aveva lasciato la Edison insieme con Edna Flugrath, la protagonista, e Bannister Merwin, lo sceneggiatore.

## Produzione
Il film fu prodotto dalla London Film Productions.

## Distribuzione
Distribuito dalla Jury Films, uscì nelle sale cinematografiche britanniche nel dicembre 1915.